# VfR Aalen
VfR Aalen este un club de fotbal din Aalen, Germania, care evoluează în Regionalliga .
Apogeul acestei echipei a fost in sezonul 2013-2014 cand a ajuns pentru prima data in bundesliga 2.
Stadionul lor se numeste Ostalb Arena care poate gazdui 14.500 de persoane.